# Gaung baung
Cette page contient des caractères spéciaux ou non latins. S’ils s’affichent mal (▯, ?, etc.), consultez la page d’aide Unicode.

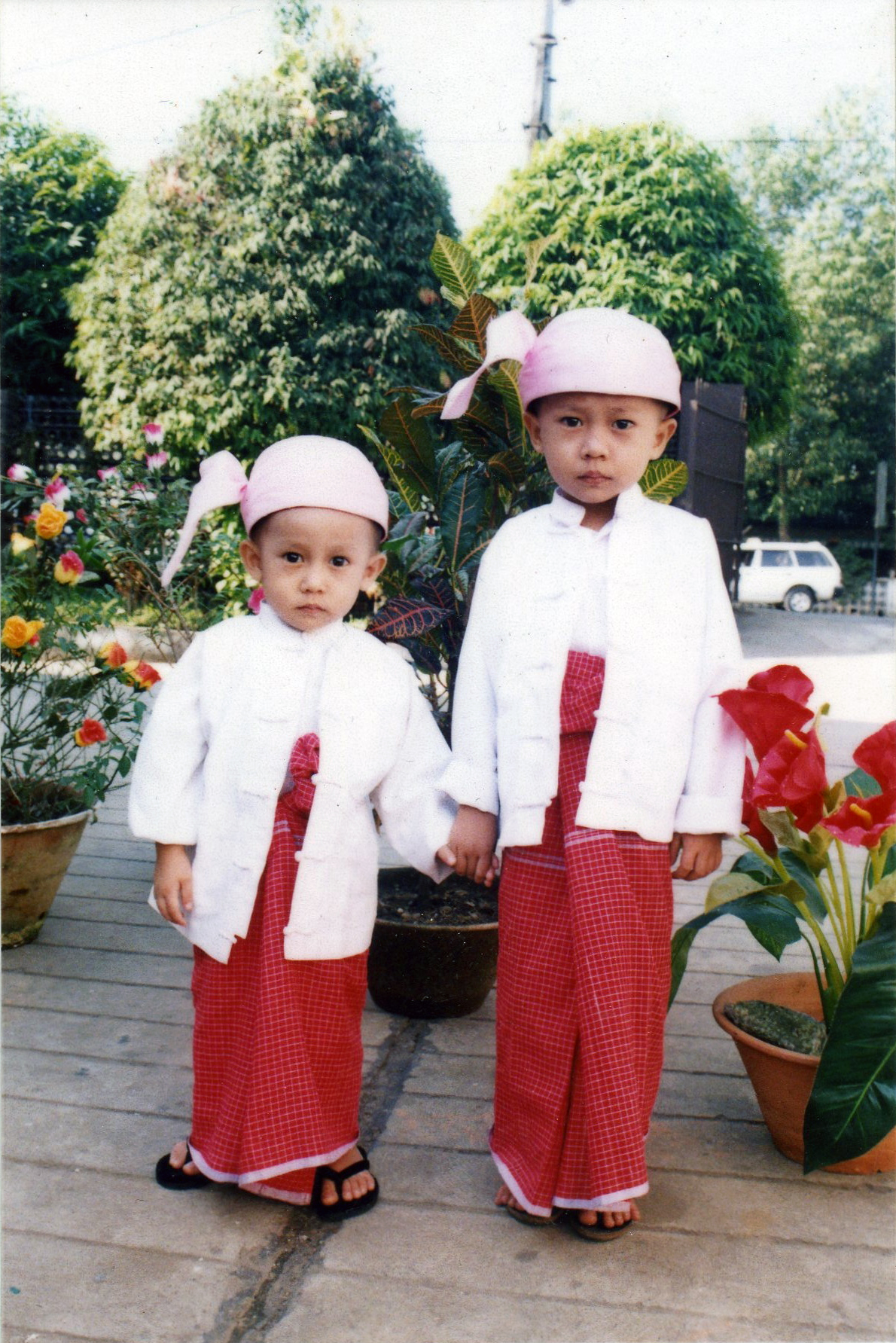
Deux jeunes Môns vêtus de longyis et gaung baungs.

Le gaung baung (birman ခေါင်းပေါင်း ɡáʊɴ báʊɴ ; môn သမိၚ် ဍိုပ်, həmoiŋ dɒp ; shan ၶဵၼ်းႁူဝ်) est un couvre-chef traditionnel birman qui fait partie du costume masculin de nombreux groupes ethniques du pays, particulièrement de ceux de confession bouddhique : les Birmans, les Môns, les Arakanais et les Shans. Leur forme varie selon les régions, mais ils ont les mêmes caractères de base qui les distinguent d'un turban.
En birman, gaung baung signifie littéralement « enroulé de tête ». Ce couvre-chef fait partie du costume de cérémonie traditionnel, porté lors des rassemblements et des cérémonies officielles (par exemple les mariages). Il est presque toujours une marque de rang social élevé, bien que cela ne soit pas codifié. Les Arakanais et les Shans sont ceux qui le portent le plus.

## Formes

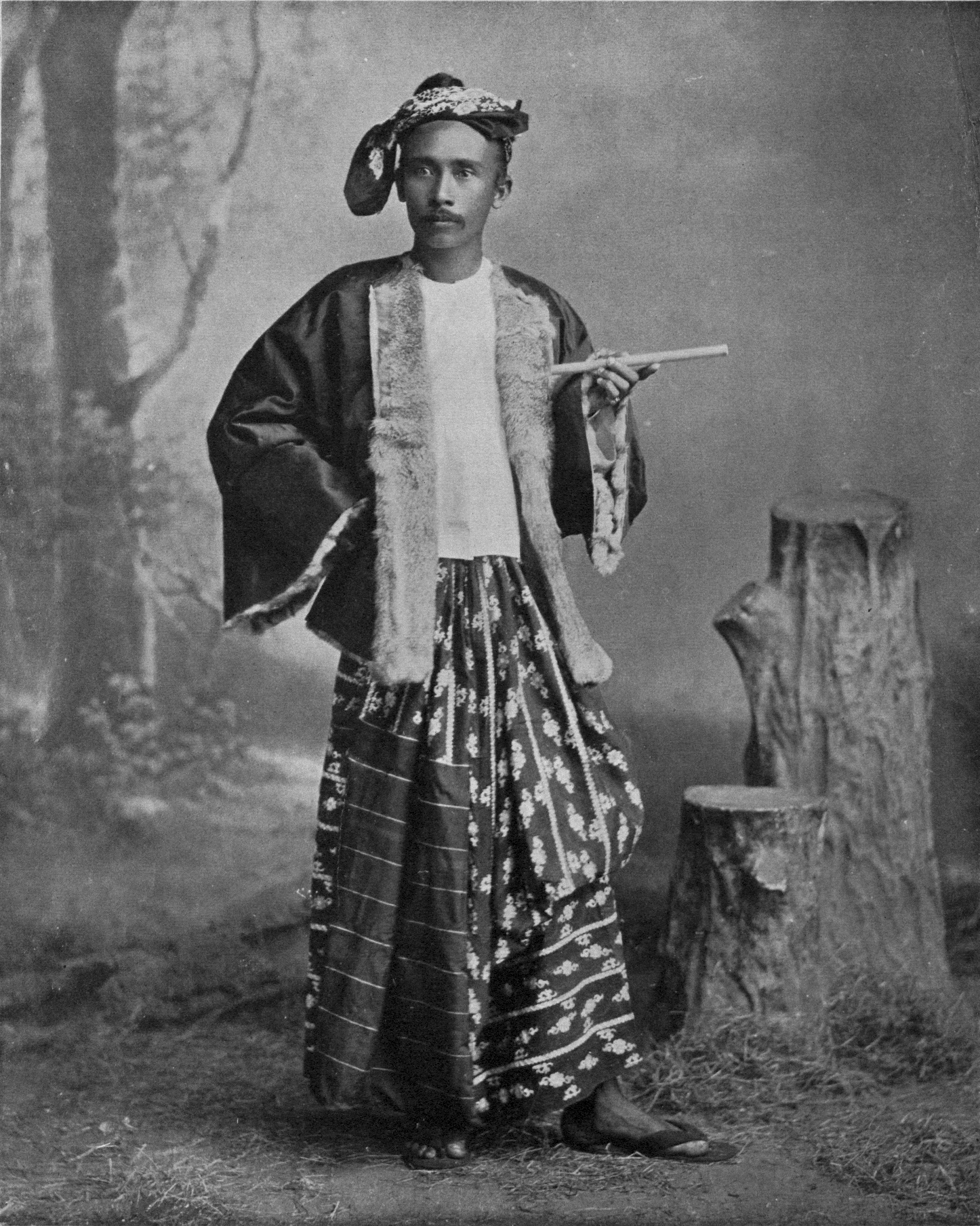
Un gaung baung typique de la fin du XIXe siècle.

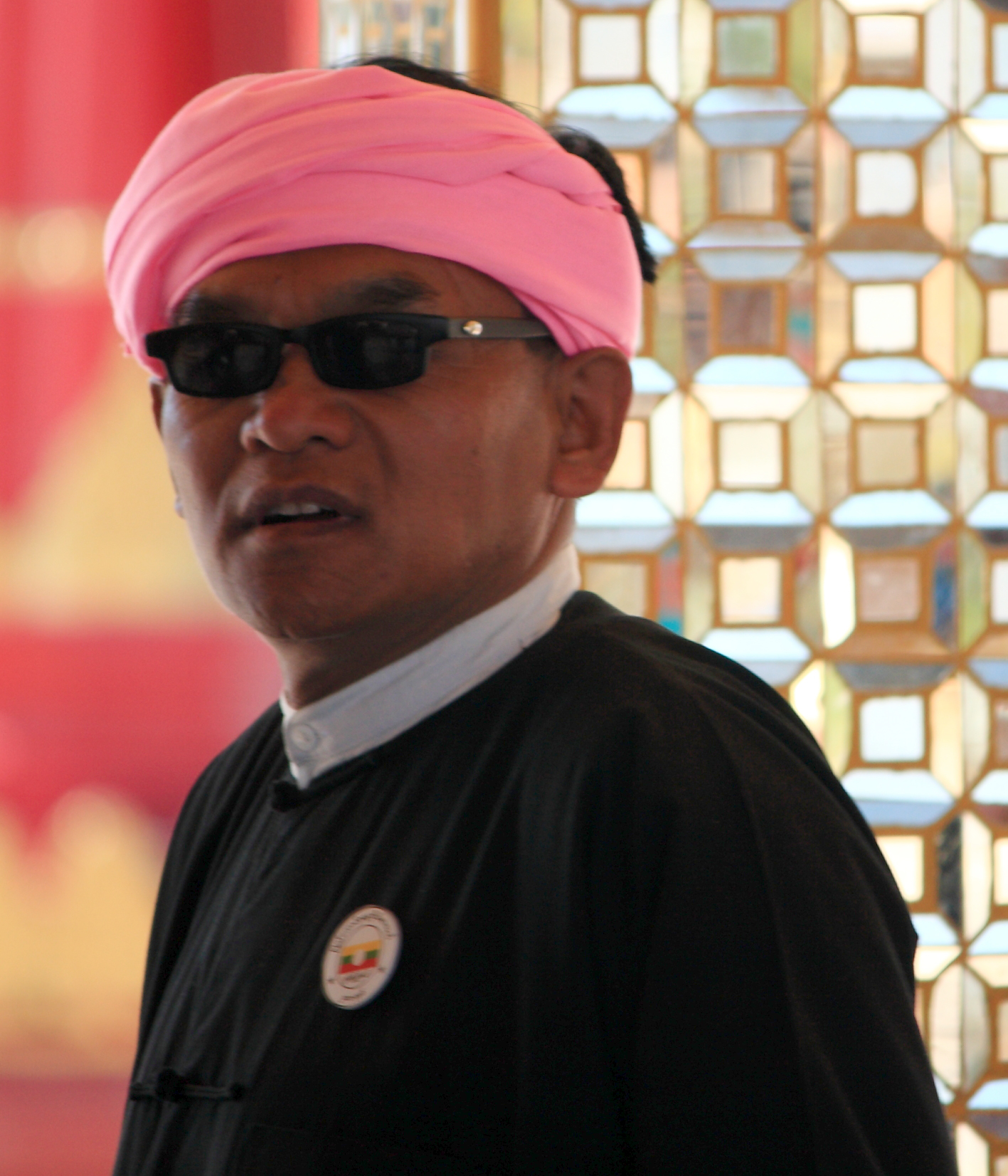
Un gaung baung de style shan traditionnel.

Le gaung baung moderne, appelé maung kyetthayay (မောင့်ကျက်သရေ) est apparu au milieu du XXe siècle. Il est constitué d'une étoffe enroulée autour d'un cadre en rotin et prêt à porter, comme un chapeau. À l'époque coloniale, les gaung baungs de soie, nommés B.A. gaung baung, étaient traditionnellement portés aux cérémonies de remises de diplômes.
Le gaung baung est habituellement en soie ou en coton, selon le rang et la richesse de son porteur. La bande d'étoffe des anciennes versions faisait en général entre 1,5 et 1,50 m, pour une largeur de 20 à 30 cm. Il est enroulé autour de la tête dans le sens des aiguilles d'une montre.
L'extrémité libre est la principale caractéristique du gaung baung ; elle varie selon les ethnies. Les extrémités libres des gaung baungs birmans et môns sont plutôt pendantes et arrondies, tandis que celles des Arakanais et des Shans sont étalées.

## Matières

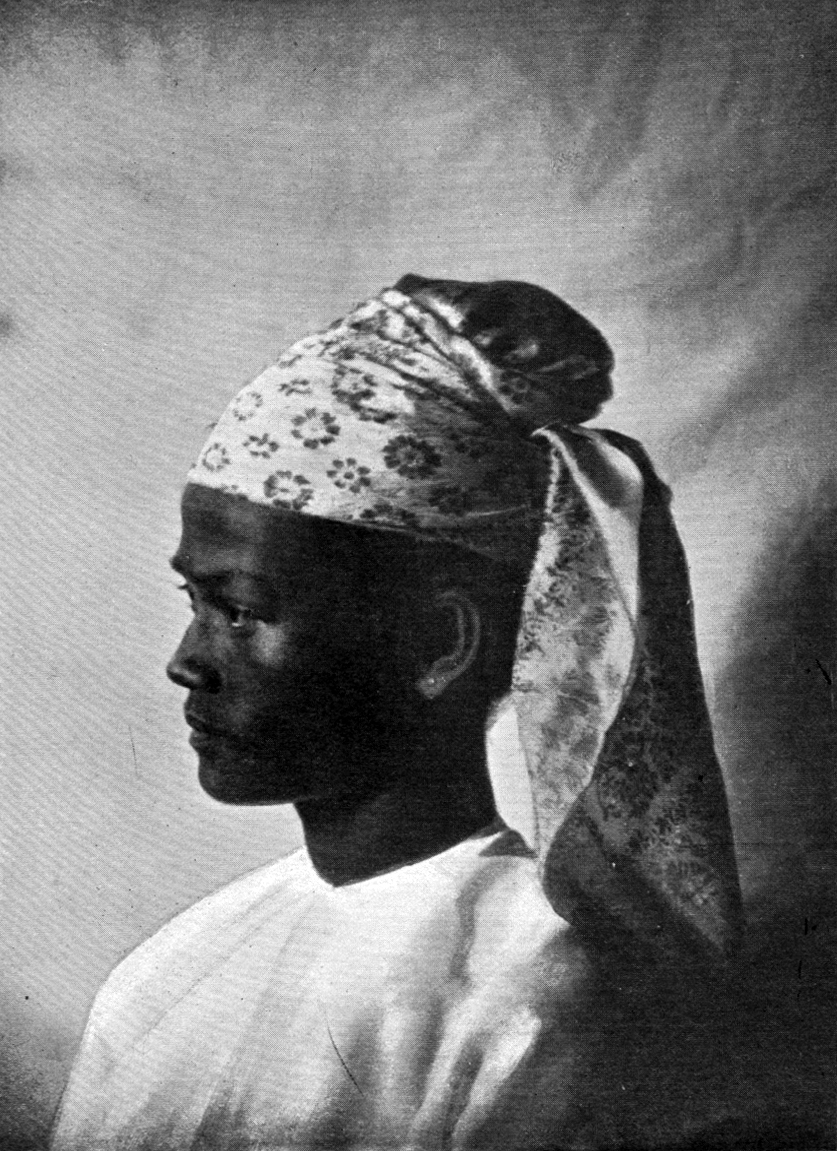
Un gaung baung birman du style dominant dans les années 1900.

Puisqu'il s'agit d'un couvre-chef de cérémonie, la gaung baung est toujours soigné. Ses couleurs, motifs et matières dépendent du rang et de la richesse de son porteur.
Les Birmans et les Môns portent des gaung baung jaunes, blancs, gris ou de couleur crème, en soie ou en coton. Les Arakanais en portent des roses, et les Shans de couleur crème ou de couleur chair (plus ou moins foncée). Les gaung baungs shans sont faits de coton brut, le  pin, étoffe typique de ce peuple.

## Utilisation
Le port du gaung baung a diminué énormément durant la colonisation britannique (1825-1947). Il n'est plus porté que pour les cérémonies officielles et les rites sociaux comme les mariages.
Dans le nord de la Birmanie, les tribus des collines comme les Lahu, les Akka et les Palaung portent également des gaung baungs, mais pour l'usage quotidien, et habituellement faits d'une simple serviette.